# Om (gruppo musicale)
Gli Om sono un duo formato nel 2003 dalla sezione ritmica del gruppo stoner rock Sleep. I primi tre album del gruppo vedono Al Cisneros alla voce e al basso e Chris Hakius alla batteria. La loro musica ricorda nelle strutture i canti tantrici.
Nel dicembre del 2007 la band ha suonato a Gerusalemme: la performance ha superato le cinque ore di durata. Una parte dell'esibizione è stata pubblicata in un vinile 12" dalla Southern Lord Records, intitolato Live at Jerusalem. Il loro album del 2007 Pilgrimage è stato scelto da Mojo Magazine come Album Underground dell'Anno.
Il 31 gennaio 2008 Hakius ha lasciato gli Om ed è stato sostituito da Emil Amos, già batterista dei Grails. Gli Om da allora hanno pubblicato Gebel Barkal, un 45 giri per il Singles Club della Sub Pop; Conference Live, un LP in vinile registrato dal vivo per la Important Records e God Is Good, il loro quarto album in studio per la Drag City. Il 24 luglio 2012 è uscito il loro quinto album in studio, sempre per Drag City, Advaitic Songs.

## Formazione

### Formazione attuale
- Al Cisneros - basso e voce (2003 - )
- Emil Amos - batteria (2008 - )
- Robert Lowe – voce, chitarra, sintetizzatore, percussioni (2009 – )

### Ex componenti
- Chris Hakius - batteria (2003 - 2008)

## Discografia

### Album in studio
- 2005 – Variations on a Theme
- 2006 – Conference of the Birds
- 2007 – Pilgrimage
- 2009 – God Is Good
- 2012 – Advaitic Songs

### Album dal vivo
- 2008 – Live at Jerusalem
- 2009 – Live Conference
- 2014 – Live

### Singoli
- 2008 – Gebel Barkal
- 2013 – Addis Dubplate
- 2013 – Gethsemane Dubplate

### Split
- 2006 – Inerrant Rays of Infallible Sun (Blackship Shrinebuilder)
- 2006 – Om/Six Organs of Admittance